# Södertälje Kings
El Södertälje Kings es un equipo de baloncesto sueco que compite en la Basketligan, la primera división del país y en la tercera competición europea, la FIBA European Cup. Tiene su sede en la ciudad de Södertälje. Disputa sus partidos en el Täljehallen, con capacidad para 2100 espectadores.

## Resultados en la Liga sueca
| Temporada | División | Liga        | Posición | Play-Offs    | Competición Europea            |
| --------- | -------- | ----------- | -------- | ------------ | ------------------------------ |
| 2010–11   | 1        | Basketligan | 4        | Semifinales  | –                              |
| 2011–12   | 1        | Basketligan | 2        | Subcampeones | –                              |
| 2012–13   | 1        | Basketligan | 3        | Campeón      | EuroChallenge - Fase de grupos |
| 2013–14   | 1        | Basketligan | 1        | Campeón      | EuroChallenge - Fase de grupos |
| 2014–15   | 1        | Basketligan | 1        | Campeón      | EuroChallenge - Fase de grupos |
| 2015–16   | 1        | Basketligan | 1        | Campeón      | Copa de Europa - Dieciseisavos |
| 2016–17   | 1        | Basketligan | 2        | Subcampeones | Copa de Europa - 2ª ronda      |
| 2017–18   | 1        | Basketligan | 3        | Semifinales  | Copa de Europa - 2ª ronda cal. |
| 2018–19   | 1        | Basketligan | 1        | Campeón      | Copa de Europa - 1ª ronda cal. |

## Södertälje Kings en competiciones europeas
Recopa de Europa 1977-78
| 1ª Ronda       | Södertälje BBK          | BC Éveil Monceau     | 100-84 | 94-88 |  |
| 2ª Ronda       | Södertälje BBK          | GTS Wisła Cracovia   | 88-92  | 69-80 |  |
| Fase de grupos | Södertälje BBK          | CSA Steaua București | 83-82  | 95-84 |  |
| Fase de grupos | Sinudyne Virtus Bolonia | Södertälje BBK       | 92-90  | 83-73 |  |
| Fase de grupos | FC Barcelona            | Södertälje BBK       | 98-73  | 90-77 |  |

Copa de Europa 1978-79
| Fase de grupos | Joventut Freixenet      | Södertälje BBK | 105-87 | 67-96  |
| Fase de grupos | Södertälje BBK          | Parker Leiden  | 76-77  | 115-86 |
| Fase de grupos | Sutton & Crystal Palace | Södertälje BBK | 70-80  | 83-81  |

Copa de Europa 1987-88
| 1ª Ronda | Södertälje BBK | Maes Pils   | 89-93   | 69-90  |  |
| 2ª Ronda | Södertälje BBK | Saturn Köln | 119-126 | 131-88 |  |

Copa de Europa 1988-89
| 2ª Ronda | Södertälje BBK | Aris | 93-85 | 105-82 |  |

Recopa de Europa 1989-90
| 2ª Ronda | Södertälje BBK | Sunair Oostende | 78-72 | 74-62 |  |

Copa de Europa 1990-91
| 1ª Ronda | Scania Södertälje BBK | TJ Zbrojovka Brno | 94-82 | 59-68 |  |
| 2ª Ronda | Scania Södertälje BBK | Maccabi Elite     | 91-88 | 92-77 |  |

Liga Europea de la FIBA 1991-92
| 2ª Ronda | Scania Södertälje BBK | Estudiantes Caja Postal | 76-98 | 97-78 |  |

Liga Europea de la FIBA 1992-93
| 1ª Ronda | Scania Södertälje BBK | Maes Pils | 86-93 | 97-83 |  |

Copa Korać 1995-96
| 1ª Ronda | BK Shakhtar | Astra Södertälje BBK | 66-41 | 80-86 |  |

Copa Korać 1996-97
| 1ª Ronda       | BK Ferro-ZNTU        | Astra Södertälje BBK | 71-72  | 101-87 |  |
| Fase de grupos | AD Ovarense          | Astra Södertälje BBK | 93-88  | 73-84  |  |
| Fase de grupos | Astra Södertälje BBK | Galatasaray          | 71-79  | 86-77  |  |
| Fase de grupos | PAOK BC              | Astra Södertälje BBK | 120-63 | 79-88  |  |

Copa Korać 1997-98
| 1ª Ronda       | Saab Uusikaupunki    | Astra Södertälje BBK         | 80-83  | 83-79  |  |
| Fase de grupos | Astra Södertälje BBK | Komfort Stargard Szczecinski | 95-86  | 82-67  |  |
| Fase de grupos | Statyba              | Astra Södertälje BBK         | 100-74 | 102-98 |  |
| Fase de grupos | Astra Södertälje BBK | Lokomotiv Kazan              | 85-91  | 79-77  |  |

Copa Korać 2000-01
| 3ª Ronda | Lokomotiv Mineralnye Vody | Astra Södertälje BBK | 76-54 | 101-85 |  |

FIBA EuroChallenge 2012-13
| Fase de grupos | Södertälje Kings    | Tampereen Pyrintö | 74-68 | 73-65 |
| Fase de grupos | Norrköping Dolphins | Södertälje Kings  | 64-62 | 67-62 |
| Fase de grupos | Södertälje Kings    | BK Ventspils      | 80-82 | 90-56 |

FIBA EuroChallenge 2013-14
| Fase de grupos | Södertälje Kings   | BC Zepter Vienna | 82-73 | 73-76 |
| Fase de grupos | BK Ventspils       | Södertälje Kings | 72-63 | 83-80 |
| Fase de grupos | Tartu Ülikool/Rock | Södertälje Kings | 99-65 | 72-76 |

FIBA EuroChallenge 2014-15
| Fase de grupos | Södertälje Kings       | ratiopharm Ulm   | 71-76 | 88-62   |
| Fase de grupos | Enel Brindisi          | Södertälje Kings | 90-69 | 52-96   |
| Fase de grupos | SPM Shoeters Den Bosch | Södertälje Kings | 88-72 | 115-108 |

FIBA Europe Cup 2015-16
| Fase de grupos | Södertälje Kings     | Falco KC            | 54-62 | 81-85 |
| Fase de grupos | Telenet Oostende     | Södertälje Kings    | 80-77 | 71-54 |
| Fase de grupos | Södertälje Kings     | Openjobmetis Varese | 90-86 | 76-61 |
| Last-32        | Fraport Skyliners    | Södertälje Kings    | 95-64 | 81-95 |
| Last-32        | Södertälje Kings     | Rosa Radom          | 86-78 | 81-77 |
| Last-32        | Royal Halı Gaziantep | Södertälje Kings    | 76-56 | 78-71 |

Basketball Champions League 2016-17
| 2ª Ronda | Kataja | Södertälje Kings | 97-58 | 66-59 |  |

FIBA Europe Cup 2016-17
| Fase de grupos | Södertälje Kings     | Telekom Baskets Bonn | 90-89 | 85-76 |
| Fase de grupos | Belfius Mons-Hainaut | Södertälje Kings     | 94-77 | 80-68 |
| Last-32        | ES Chalon-sur-Saône  | Södertälje Kings     | 74-45 | 63-86 |
| Last-32        | Södertälje Kings     | BC Mureş             | 88-68 | 84-77 |
| Last-32        | Royal Halı Gaziantep | Södertälje Kings     | 72-66 | 51-93 |

FIBA Europe Cup 2017-18
| 2ª Ronda | Szolnoki | Södertälje Kings | 86-63 | 75-73 |  |

FIBA Europe Cup 2018-19
| 1ª Ronda | Ironi Nes Ziona | Södertälje Kings |  |  |

## Palmarés
- Basketligan
  - Campeón (12): 1978, 1987, 1988, 1990, 1991, 1992, 2005, 2013, 2014, 2015, 2016, 2019
  - Subcampeón (4): 1996, 2002, 2012, 2017

## Jugadores destacados
| - Jaraun Burrows - Dejan Jeftić - Gerry Besselink - Willie Galick - Toni Bizaca - Dino Butorac - Hrvoje Kovačević - Chris Christoffersen - Darko Jukić - Esben Reinholt - Valmo Kriisa - Tanel Kurbas - Tylor Ongwae - Agnis Čavars - Davis Lejasmeiers - Mantas Griškėnas - Tomas Rinkevičius - Tauras Skripkauskas - Augustinas Vitas - Jairo Delgado - Assane Sene - Uroš Zadnik - Borislav Đorđić - Aleksandar Mitrović - Lazar Radosavljevič - Johan Åkesson - Adam Alexander - Björn-Peter Andersson - Robert Andersson - William Asplund | - Reda Bentebra - Samuel Berkelund - Mario Blazevic - Joakim Blom - Peter Borg - Tobias Borg - Daniel Dajic - Ibrahim Diarra - Sheriff Drammeh - Carl Engström - Rickard Eriksson - Mattias Göransson - Wictor Grenthe - Erik Holm - Erik Johansson - Jonte Karlsson - Alexander Larsson - Tom Liden - Alexander Lindqvist - Valter Lindström - Will Magarity - Ninib Masso - Rudy Mbemba - Christian Maråker - Peter Nyström - Martin Pahlmblad - Michiel Petersen - Adam Ramstedt - Anders Rönndahl - Patrick Sandström | - Jens Stålhandske - Olle Stümer - Per Stümer - Gustav Sundström - Jens Tillman - Magnus Tegel - Karim Wazzi - Eric Adams - Aaron Anderson - Travis Banks - Raven Barber - Auston Barnes - Skyler Bowlin - Kevin Brooks - Darien Brothers - Geoffrey Brown - Anthony Cade - John Cantrell - William Coley - Brandon Crone - Kenny Daniels - Gregory Dilligard - Darryl Dora - Andrew Drevo - Bo Dukes - Eric Garcia - R.T. Guinn - Darryl Hardy - Stacy Harris - Scott Hazelton | - Delvon Johnson - Grant Johnson - Landry Kosmalski - Ricky Moore - Steve Moore - Xavier Morton - Joseph Nixon - Steve Pettyjohn - J.J. Polk - John Roberson - Cameron Rundles - Kenneth Simms - Vincent Simpson - Ted Skuchas - Johnell Smith - Isaac Stallworth - Glenn Stokes - William Walker - Sundance Wicks - Donald Williams - Matt Williams - Derrick Wilson - Timothy Kearney - Adnan Chuk - Ervin Musanović - Dino Pita - Kristoffer Gafor - Myck Kabongo - Darly Massamba - Thomas Massamba | - Vedran Bosnić - Hery Rafidison - Stephen Whitehead - Nick Spires - Dimitris Aganthangelidis - Vladimir Rašić - Srđan Klinać - Siniša Prtić - Nino Zurovać - Christian Koutras - Jonathan Skjöldebrand - Chris Czerapowicz - Serdar Akyüz - Kassim Nagwere - Christopher Sneed - Sherron Wilkerson - Greg Miller - Eric Schraeder - Carlos Strong - Andre Jones - Bill Magarity - Andrew Pleick - Jonathan Robinson - JD Sanders |